# Jože Vidmar
Jože Vidmar, kanuist na divjih vodah, * 27. februar 1963, Ljubljana.
Vidmar je za Slovenijo nastopil na Poletnih olimpijskih igrah 1992 v Barceloni, kjer je v slalomu osvojil 14. mesto.